# Odes et poésies diverses
 (mars 2020).
Si vous disposez d'ouvrages ou d'articles de référence ou si vous connaissez des sites web de qualité traitant du thème abordé ici, merci de compléter l'article en donnant les références utiles à sa vérifiabilité et en les liant à la section « Notes et références ».
Odes et poésies diverses est un recueil de poèmes écrit par Victor Hugo et publié à Paris en 1822.

## Table des matières

### Odes

#### Tome I

##### Livre premier
- I. Le Poète dans les révolutions
- II. La Vendée
- III. Les Vierges de Verdun
- IV. Quiberon
- V. Louis XVII
- VI. Le Rétablissement de la statue de Henri IV
- VII. La Mort du duc de Berry
- VIII. La Naissance du duc de Bordeaux
- IX. Le Baptême du duc de Bordeaux
- X. Vision
- XI. Bonaparte

##### Livre second
- I. À mes odes
- II. L'Histoire
- III. La Bande noire
- IV. À mon père
- V. Le Repas libre
- VI. La Liberté
- VII. La Guerre d'Espagne
- VIII. À l'Arc de Triomphe de l'Étoile
- IX. La Mort de mademoiselle de Sombreuil
- X. Le Dernier Chant

##### Livre troisième
- I. À Monsieur Alphonse de Lamartine
- II. À M. de Chateaubriand
- III. Les Funérailles de Louis XVIII
- IV. Le Sacre de Charles X
- V. Au colonel Gustaffson
- VI. Les Deux Îles

#### Tome II

##### Livre quatrième
- I. Le Poète
- II. La Lyre et la Harpe
- III. Moïse sur le Nil
- IV. Le Dévouement
- V. À l'Académie des Jeux floraux
- VI. Le Génie
- VII. La Fille d'O-Taïti
- VIII. L'Homme heureux
- IX. L'Âme
- X. Le Chant de l'arène
- XI. Le Chant du cirque
- XII. Le Chant du tournoi
- XIII. L'Ante-Christ
- XIV. Épitaphe
- XV. Un chant de fête de Néron
- XVI. Jéhovah

##### Livre cinquième
- I. Regret
- II. Au vallon de Chérizy
- III. À toi
- IV. La Chauve-souris
- V. Le Nuage
- VI. Le Cauchemar
- VII. Le Matin
- VIII. Mon enfance
- IX. À G.....y
- X. Paysage
- XI. Encore à toi
- XII. Son nom
- XIII. Actions de grâces
- XIV. À mes amis
- XV. À l'Ombre d'un enfant
- XVI. À une jeune fille
- XVII. Aux ruines de Montfort-l'Amaury
- XVIII. Le Voyage
- XIX. Promenade
- XX. À Ramon, duc de Benay
- XXI. Le Portrait d'une enfant

##### Livre sixième
- I. À la colonne
- II. Fin
- III. Ode à la colonne
- IV. La Demoiselle
- V. À mon ami S. B.
- VI. Premier Soupir
- VII. À madame la comtesse A. H.
- VIII. Pluie d'été
- IX. Rêves
- X. À la jeune France
- Hymne aux morts de Juillet

##### Poésies inédites
- L'Avarice et l'Envie, conte
- La Canadienne, élégie